# Blastobasis lavernella
Blastobasis lavernella é uma espécie de mariposa do gênero Blastobasis pertencente à família Coleophoridae.